# Masami Yūki
Masami Yūki  (ゆうきまさみ?, Yūki Masami), vero nome Shūji Satō (佐藤修司?, Satō Shūji), (Kutchan, 19 dicembre 1957) è un fumettista e character designer giapponese.

## Biografia
Diplomatosi alla Kutchan High School nella natìa isola di Hokkaidō, inizia la sua carriera come illustratore per poi dedicarsi al mondo dei manga con Tetsuwan Birdy nel 1984. Tra il 1985 ed il 1987 pubblica sul settimanale Shonen Sunday i nove numeri di Kyūkyoku Chōjin R.
Nel 1988 entra a far parte del gruppo Headgear ed inizia la pubblicazione di quella che sarà la sua opera più celebre, il manga di Patlabor.

## Opere principali

### Manga
- Aliens on Your Side (1 tankōbon)
- Assemble Insert
- Tetsuwan Birdy (Birdy the mighty - 12 tankōbon)
- Doyō Wide satsujin jiken (1 tankōbon)
- Doyō Wide satsujin jiken: Kyōto waraningyō satsujin jiken (1 tankōbon)
- Jaja Uma Grooming Up! (26 tankōbon)
- Kyūkyoku chōjin R (5 tankōbon)
- Magical Lucy
- Mariana densetsu (3 tankōbon)
- Pangea no musume kunie (5 tankōbon)
- Parody World
- Kidō keisatsu Patlabor (Patlabor - 22 tankōbon)
- Yamato takeru no bōken
- Yūki Masami no hateshinai monogatari (2 tankōbon)

### Anime
- Delpower X bakuhatsu miracle genki!, OAV, 1986 - mecha concept
- Kidō keisatsu Patlabor gekijōban (Patlabor - The Movie), film, 1989 - concept design
- Assemble Insert, OAV, 1990 - soggetto e character design
- Kidō keisatsu Patlabor 2 gekijōban (Patlabor 2 - The Movie), film, 1993 - character e concept design
- WXIII: Kidō keisatsu Patlabor 3 gekijōban, film, 2001 - soggetto

### Altro
Masami Yūki è il disegnatore del vocaloid Gumi, avatar creato per il Megpoid.